# 色素體
色素體又稱質體、質粒體、色原體，是植物、藻类、光合營性細菌中所含有的一種囊泡，與光合作用有關。囊泡中含有菌綠素與類胡蘿蔔素。在紫細菌中，如紫螺菌，色素體的膜上天生就擁有捕光蛋白。而綠硫菌的色素體則擁有一種特殊的天线复合体，這種色素體被稱為綠色體。

## 遗传
大多数植物的色素体都来自其中一个父母。大多数被子植物的色素体来自雌性的配子，而多数裸子植物的色素体则来自雄性的花粉。藻类的色素体来自单亲，而另外一个配子的色素体DNA则一点也不保留。
大多数植物种类的繁殖后代只保留单亲的色素体，基本上是100%的来自单亲。但是种类之间的杂交可以使植物含有的色素体不同于正常繁殖。虽说大多数杂交的植物仍然只有来自雌性的色素体，但是不少杂交的开花植物含有来自雄性花粉的色素体。
大约20%的被子植物，包括紫花苜蓿，正常繁殖的后代也有来自双亲的色素体
虽说植物的花粉内也包含各种各样的色素体，但是在花粉与雌配子结合后，花粉内的色素体会被植物受精卵内的泛素标识并摧毁。

## 色素体列表
以下列出了主要的色素体和它们的作用：
| 色素体名称     | 用途                                       | 分布                   | 图片 | 备注                                       |
| -------------- | ------------------------------------------ | ---------------------- | ---- | ------------------------------------------ |
| 有色体(雜色體) | 存储吸引昆虫授粉的色素                     | 水果和花瓣             |      | 这些色素不包括叶绿素                       |
| 白色体         | 存储有机化合物                             | （依种类而不同）       |      | 可以细分为淀粉体、造油体、蛋白质体和单宁体 |
| 叶绿体         | 存储可以进行光合作用的叶绿素               | 绿叶子                 |      |                                            |
| 黄化叶绿体     | （无）                                     | 黄色叶子               |      | 退化的叶绿体                               |
| 淀粉体         | 存储可以分解为葡萄糖的淀粉                 | 水果和根茎             |      |                                            |
| 造油体         | 合成并存储油脂                             | 种子、果实、子叶和花粉 |      |                                            |
| 蛋白质体       | 存储蛋白质                                 | 根冠、种子和分生组织   |      |                                            |
| 单宁体         | 存储保护植物于食草动物、病菌和紫外线的单宁 | 叶子                   |      |                                            |